# Таємне вікно
«Таємне вікно» (англ. Secret Window) — американський художній фільм 2004 року, знятий за оповіданням Стівена Кінга, що було опубліковано в збірнику «Чверть по опівночі». Робоча назва — «Таємне вікно, таємний сад».
У США фільм зібрав $48 022 900, у решті світу — $44 890 271. Прем'єра фільму відбулася 12 березня 2004 року.

## Сюжет
Головний герой — Морт Рейні, який ще нещодавно мав кохану дружину та кар'єру письменника. Проте його дружина Емі знайшла собі коханця. Відтоді, як Морт дізнався про зраду дружини, все пішло шкереберть — не тільки розбито його серце, але й затьмарено розум. Тепер Емі мешкає у зручному будинку, який чоловік придбав як спільне житло, а Морт — у занедбаному хуторі на березі річки разом із собакою дружини. Із коханою зустрічається лише для того, щоб вкотре відмовитись підписати папери про розлучення. У творчім житті Морта також криза — він намагається щось написати, але одразу стирає написане. Тепер він цілими днями спить і дивиться на екран комп'ютера.
Одного дня на порозі його будинку з'являється дивний чоловік у капелюсі — Джон Шутер, що стверджує, ніби Рейні вкрав сюжет його оповідання «Таємниче вікно». Проте Морт вважає, що написав своє оповідання на 2 роки раніше від Шутера. Також Шутер обурений тим, що Рейні змінив кінцівку оповідання — у ньому головний герой мусить вбити дружину.
Все, що Рейні треба зробити — показати чоловікові журнал, в якому його оповідання було надруковано. Але Шутер переслідує письменника і його дружину. Погрожуючи Мортові, він вбиває його собаку, підпалює будинок дружини. Рейні звертається до детектива, проте він не в змозі знайти хоч одного свідка, що бачив чоловіка у капелюсі.
Рейні намагається переконати самого себе, що він не плагіатор — згадує, як писав це оповідання про те, як його дружина знайшла в їх новому будинку вікно, що було сховано за шафою, яке виходило на сад — таємне вікно на таємний сад.
Морт знаходить журнал. Проте, готовий показати його Шутерові, бачить, що сторінки із журналу вирвані. Але як таке можливо, якщо до журналу торкався лише Морт? Тоді письменник дивиться на капелюх Шутера. І розуміє, що він сам і є людиною в капелюсі. Тепер йому лишається змінити кінцівку свого оповідання — вбити дружину-зрадницю.

## У ролях
- Джонні Депп — Морт Рейні
- Джон Туртурро — Джон Шутер
- Марія Белло — Емі Рейні (дружина Морта)
- Тімоті Гаттон — Тед Мілнер
- Лен Каріу — шериф Дейв Ньюсом

## Фільмування
Фільмування проходили в провінції Квебек у Канаді, а також у Нью-Йорку. Почалися 14 липня 2004 року, а закінчилися у жовтні.
У першій сцені фільму, коли Морт Рейні дізнається про зраду дружини, обличчя акторів Марії Белло та Тімоті Хаттона виглядають справді наляканими. Цього було досягнуто тим, що актори знаходилися в кімнаті близько 15 хвилин, не знаючи, коли саме до них зайде Джонні Депп.

## Відмінності фільму від книжкиСтівена Кінга
В оригіналі помирає Морт Рейні, а його дружина і Тед лишаються живими. Також Емі була власницею кота, а не собаки.

## Особливості фільму
- На початку фільму камера ніби проходить крізь дзеркало — таким чином дія проходить у задзеркаллі.
- У фільмі Морт Рейні дивиться у дзеркало і бачить своє відображення позаду себе. Бельгійський живописець Рене Магрітт у своїх картинах зображав такі самі обставини.
- На останніх секундах фільму можна почути пісеньку «Shortnin' bread» Traditional у виконанні Джонні Деппа.